# 威廉颂
《威廉頌》（荷蘭語：Het Wilhelmus），又称《威廉·凡·拿骚》（Wilhelmus van Nassouwe，旧译威廉·凡·那叟），是荷蘭的國歌。該曲頌讚奥兰治亲王威廉一世，词曲于1568年-1872年完成。雖然較日本國歌君之代的歌詞（詩）晚了近六百年，但威廉頌普遍被視為全球最古老的國歌。
作者可能是Filips van Marnix van Sint-Aldegonde。歌词共有十五节，采用离合诗的形式，各节首字母组合成一个名字“Willem van Nassov”（拿騷的威廉），頌讚荷蘭人反抗西班牙，走向獨立的事跡。歌詞以威廉王的第一人稱方式撰寫，儼如他本人訴說八十年戰爭的故事，其曲调改编自当时的一支法国军乐「Autre chanson de la ville de Chartres assiégée par le prince de Condé」，是一首關於被孔代親王圍攻的沙特爾城的歌曲。
威廉頌寫成初期，最初在部分荷蘭民族之間流傳，並在不同的歷史事件中不斷被傳頌，直到1932年才正式成为荷蘭國歌。

## 趣事
由於全曲共有15節，唱畢全曲需時長達15分鐘，因此一般場合下，只唱第一节及第六節，又或者只唱第一节。由於歌曲過長，不少荷蘭人均未能完整地唱畢整首歌曲，在荷蘭國內，運動員不懂唱國歌的情況經常惹來媒體批評，因此不少運動員在比賽前會專門學習歌詞。
此外，因為歷史原因，歌詞包含向西班牙國王致敬的句子。顯然國歌歌詞提及別國元首的句子之情況奇特且絕無僅有。

## 歌词
注意：
（1）在当时那个时代，字母V和字母U是可以互换的
（2）歌词的第十二节和第十三节的首字母是Z，这是现代荷兰文的写法，在歌词原文裏这两个首字母是S。